# Allophylus guaraniticus
Allophylus guaraniticus är en kinesträdsväxtart som först beskrevs av A. St.-hil., och fick sitt nu gällande namn av Ludwig Radlkofer. Allophylus guaraniticus ingår i släktet Allophylus och familjen kinesträdsväxter. Inga underarter finns listade i Catalogue of Life.